# L'Académie brabançonne
L’Académie brabançonne was een Belgische kunstenaarsvereniging.

## Historiek
Ze werd gesticht in 1932 in Brussel onder impuls van beeldend kunstenaar Marc Antoine.  De eerste tentoonstelling was in maart 1932 in de Galerie Georges Giroux in Brussel.  De vereniging  zette zich manifest af tegen amateurisme in de beeldende kunst.
In 1933 fusioneerde ze met de kunstenaarsvereniging L'Art Libre. Ze namen gezamenlijk deel aan het Salon 1933 in Gent.

## Leden
De samenstelling kort na de fusie was als volgt :
- Voorzitter : Edgard Tytgat
- Secretaris L’Art Libre : Arthur Schön
- Leden : Gustave Balenghien, Jean Brusselmans, Albert Daeye, Charles De Coorde, Anne-Pierre De Kat, Paul Delvaux, Léandre Grandmoulin, Victor Hageman, Lucien Hoffman, Marie Howet, Mayou Iserentant, Georges Latinis, Dolf Ledel, Paul Maas, Willem Paerels, Henri Puvrez, Ramah, Fernand Schirren, Arthur Schön, Marie Sterckmans, Michel Sterckmans, War Van Overstraeten, Adolphe Wansart en Fernand Wéry.